# Archiconiocompsa prisca
Archiconiocompsa prisca is een insect uit de familie van de dwerggaasvliegen (Coniopterygidae), die tot de orde netvleugeligen (Neuroptera) behoort. 
De wetenschappelijke naam Archiconiocompsa prisca is voor het eerst geldig gepubliceerd door Enderlein in 1910.